# Osowiec (województwo mazowieckie)
Osowiec – wieś  w Polsce położona w województwie mazowieckim, w powiecie grodziskim, w gminie Żabia Wola.
Na terenie wsi Osowiec utworzono dwa sołectwa Osowiec i Osowiec Parcela
W latach 1975–1998 miejscowość położona była w województwie skierniewickim.